# مجلة قفقف الفكاهية
مجلة قفقف الفكاهية هي مجلة تصدر في تركيا منذ عام 2007. كانت تصدر شهريًا حتى عام 2011 حيث بدأت تصدر مرة كل ثلاثة أشهر. مستشار النشر للمجلة هو عاصم جولتكين.
في عام 2007، بدأ نشر قفقف كجزء من إضافة جيني درغي. في كانون الأول 2008، أصبحت مجلة قفقف مستقلة وبدأ بيعها في منشور واحد. في أوقات مختلفة، تغير تردد قفقف من شهر إلى كل شهرين. أما الآن، فيتم نشرها مرة كل ثلاثة أشهر.
تغير اسم مجلة قفقف إلى "مجلة قف" في آذار 2017. وقد عرضت على صفحاتها المزيد من الأعمال الثقافية والفنية أكثر من ذي قبل. نُشرت أعمال الرسوم الهزلية والفكاهية في مجلة "حكمت" الفكاهية التي أصدرها فاروق غونيندي ويوسف كوت (2015-2016)، وهما أيضًا مالكا ورساما مجلة قفقف. سعة "حكمات" كان حوالي 56 رسمة (2015-2016). أخيرًا حاول فريق الكتابة في قفقف مرة أخرى نشر مجلة "ييني قفقف"؛ فقط 4 أعداد (2017-2018). وفي عام 2012 أيضًا، تم طباعة عدد خاص بالزفاف أعده كتاب ورسامو المجلة كدعوة زفاف للكاتبة في مجلة قفقف، جولسوم كافونجو، والرسام في مجلة قفقف، ياسر بوغرا إيريلماز.
بعد إغلاق قفقف، بدأ معظم الكتاب والرسامين في ممارسة فن الكاريكاتير على وسائل التواصل الاجتماعي. لقد توقف معظمهم عن فعل ذلك في هذه الأيام، ولكن بعضهم لا يزال يفعل ذلك.

## بعض الكتاب والرسامين
- آدم ميرميركايا
- أحمد ألتاي
- أحمد موتلو
- أحمد كسكين
- بتول زاريفوغلو
- بهلول البلقان
- بولنت أكيوريك
- بشرى توسون دورموش
- جيهانجير بايبورت أوغلو
- دريا إيشيك أوزباي
- إبرو زينب يتيماكمان
- إليف بشرى دوغان
- إمري بيلجيتش
- جولسوم كافونكو
- فاروق غونيندي
- فريدون ديمير
- هاكان أوزتورك
- مصطفى يافوز
- مراد منتيش
- نيازي تشول
- عمر فاروق دونميز
- رمضان يلديز
- صالح كلينتش
- سرحات الباميا
- شفق تافكول
- تورغوت يلماز
- فولكان أكميشي
- ياسر بوغرا إيريلماز
- يافوز جيرجين
- يوسف كوت

## روابط خارجية
- الموقع الرسمي